# Vía Parque (Alicante)
La Vía Parque es la segunda circunvalación urbana de la ciudad española de Alicante. Está compuesta por varias calles diferentes. El nombre Vía Parque es una denominación genérica, ya que ninguna de las calles que la forman se llama de tal manera.
La Vía Parque se construye a cargo de la Generalidad Valenciana, en colaboración con el Ayuntamiento de Alicante, y es una de las mayores inversiones de los últimos años en la ciudad por parte del gobierno autonómico.

## Localización
El recorrido de la Vía Parque, considerado al completo, arranca en el barrio de Playa de San Juan al norte y llega hasta El Palmeral en el sur, pasando en medio por los barrios de Albufereta, Vistahermosa, Juan XXIII, Ciudad Elegida, Garbinet, Cuatrocientas Viviendas, Virgen del Carmen, Nou Alacant, Lo Morant-San Nicolás de Bari, Virgen del Remedio, Tómbola, Los Ángeles, San Agustín, Polígono San Blas, La Torreta, Juan Pablo II, Ciudad de Asís, Florida Baja, Polígono Babel y San Gabriel.

## Antecedentes
La idea de una vía parque para la ciudad se concretó en el PGOU aprobado en 1973, diseñado cinco años antes por los arquitectos Juan Antonio García Solera y Julio Ruiz Olmos. Este Plan era la revisión del vigente en aquel momento, que se había iniciado en el año 1956 y había sido aprobado por el Ministerio en 1962.
La exposición de motivos o justificación, por lo que a la Vía Parque se refiere, se basó en el rápido crecimiento de la ciudad y su configuración radial sin vías de ronda, lo que dificultaba el urbanismo ordenado y las comunicaciones fluidas. En consecuencia, se planeó romper ese diseño tentacular para descongestionar el centro de la ciudad.
Según se dijo en ese momento, el propósito era unir los focos de desarrollo de la ciudad con una ronda perimetral, paralela al mar y situada entre la Autopista del Mediterráneo, que se estaba construyendo, y la Gran Vía, la primera circunvalación urbana que empezaba a acometerse. Al proyectarse en diferentes etapas, los inicios se limitaron a la reserva de espacio para desarrollarla.
En el PGOU siguiente, obra del arquitecto Miguel Ángel Cano Crespo, aprobado en el año 1987 y todavía vigente en 2022, se definía la Vía Parque como un gran eje urbano al que se le adjudicaba la función de elemento para estructurar el territorio. Además, se concretaba su diseño, con diferentes secciones según la zona urbana de ubicación, así como su papel fundamental en el intercambio del tráfico con el resto de la red.
El proyecto realizado hasta hoy difiere en sus extremos norte y sur del planeado en 1968. Según la previsión de los responsables públicos, se necesita terminar esta vía para poder reducir o eliminar el tráfico que ahora discurre por el frente litoral de la ciudad.

## Descripción

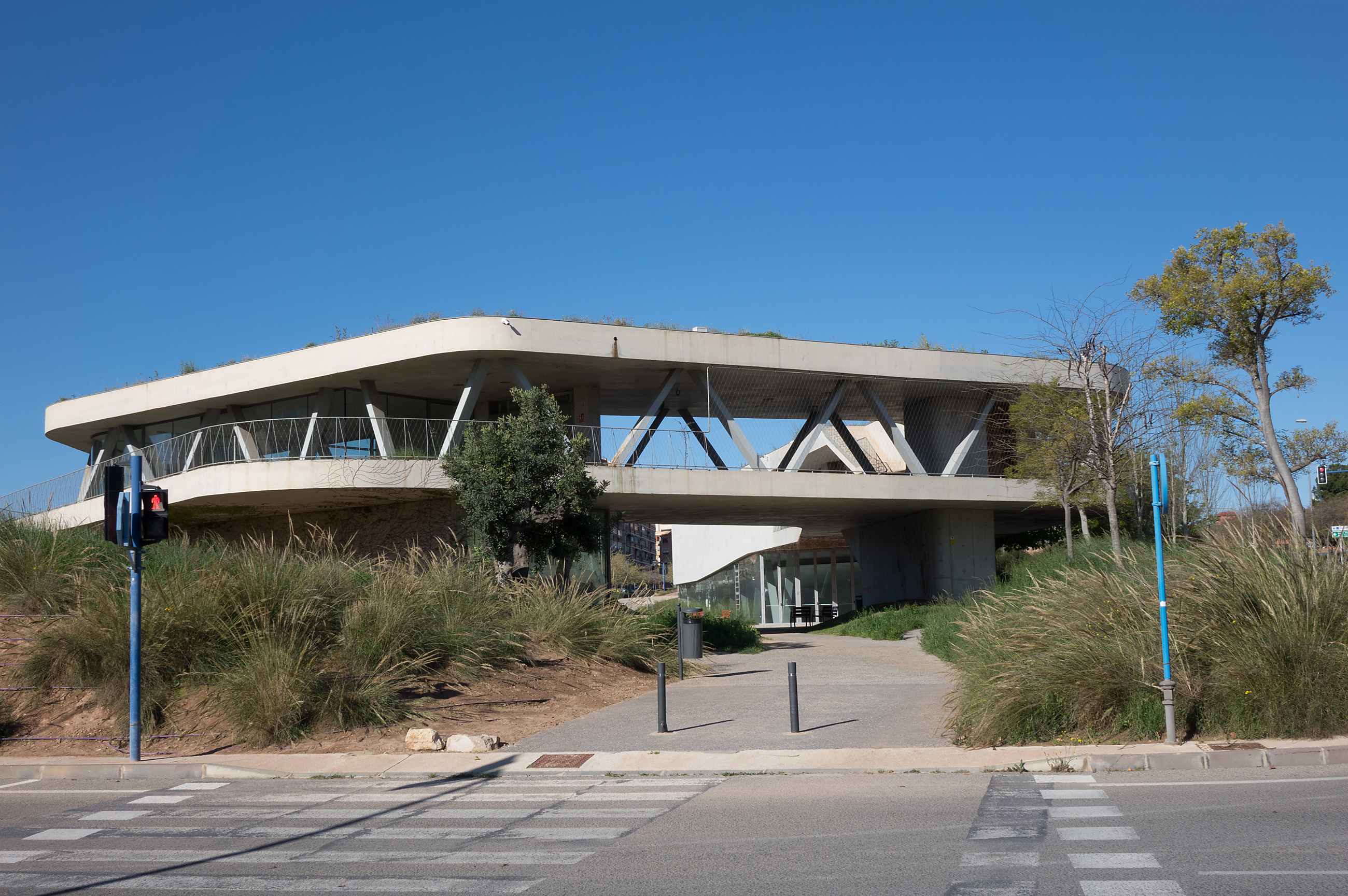
Observatorio de Medio Ambiente.

El trazado tiene una longitud aproximada de 14 km. Las calles que componen la vía, en sentido de norte a sur, son las siguientes:
- Locutor Vicente Hipólito (prologación por Pintor Perezgil hacia la N-332)
- Caja de Ahorros
- Rotonda Ingeniero Pedro Torres (prolongación por Padre Ángel Escapa hacia avenida de Denia, carretera N-332 y autovía A-70)
- Deportista Alejandra Quereda
- Rotonda y cruce con avenida de Denia y enlace a carretera N-332
- Antonio Ramos Carratalá
- Periodista José Picó, Diputado García Miralles, Los Montesinos y Diputado José Luis Barceló
- Rotonda Maestro Alonso con Pintor Gastón Castelló
- Unicef, Poeta Pedro Salinas y Prosperidad
- Avenida Novelda y rotonda con enlace a San Vicente del Raspeig
- Avenida Jaime I
- Rotonda y enlace con la autovía A-70
- Fiestas Populares y Tradicionales (rotonda José Rico Pérez)
- Calles Alfa y Omega
- Calle Río Muni
- Avenida José María Hernández Mata
- Rotonda Ángel Quevedo Pérez

Ramal dirección San Gabriel-El Palmeral:

- Camino viejo de Elche
- Deportista Joaquín Blume

Ramal dirección Vía Parque Alicante-Elche A-79:

- Camino viejo de Elche
- Rosa de los vientos

## Obras

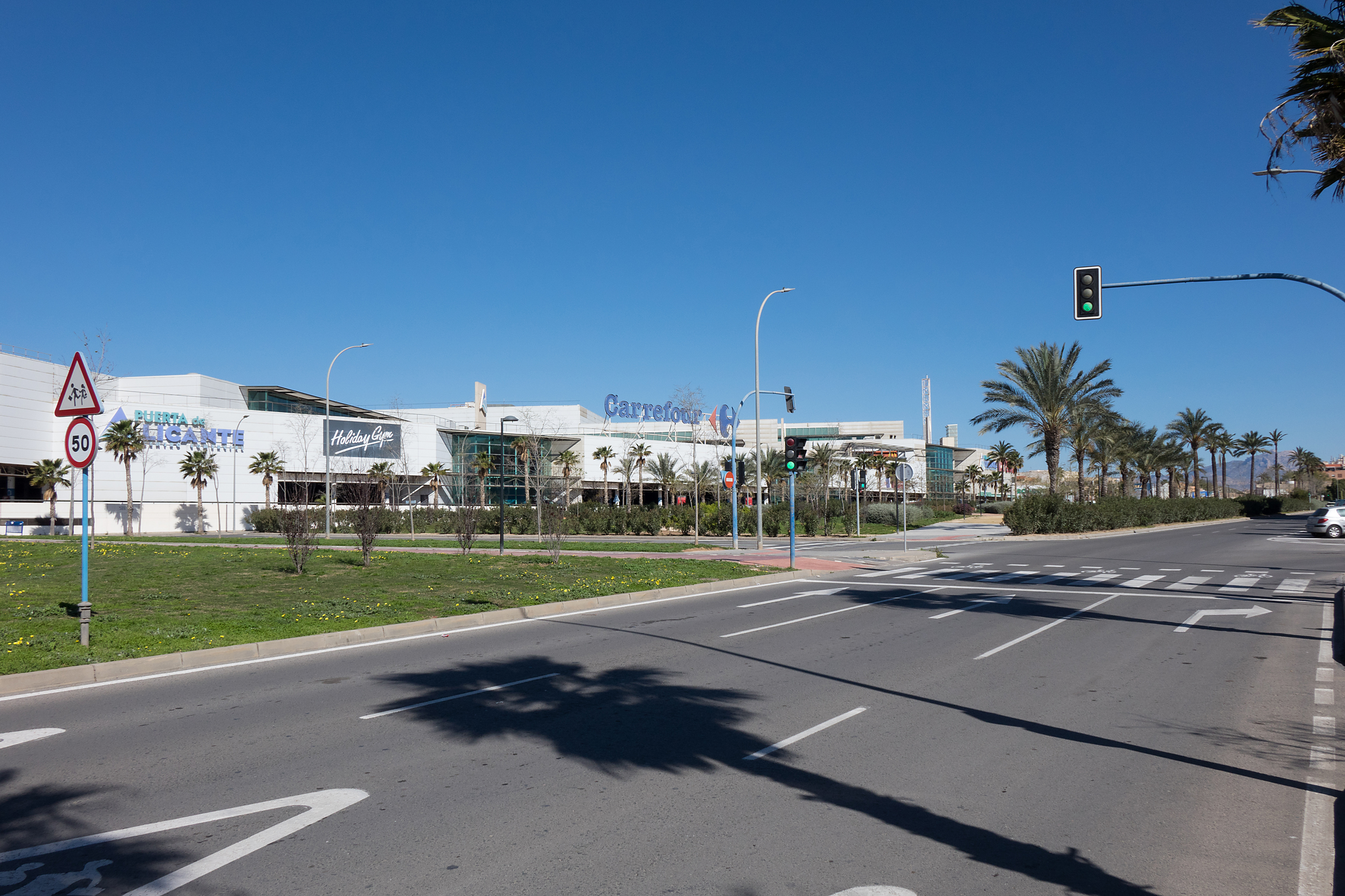
Avenida José María Hernández Mata.

A pesar del tiempo transcurrido desde su concepción, la Vía Parque no está completamente terminada. Desde el día 19 de febrero de 2021, existe continuidad en todo el recorrido, pero faltan completar algunos tramos de la vía, con sus características de ancho y carriles:
- Desde la avenida Jaime I, a la altura de Rabasa, hasta el barrio Juan Pablo II[11]
- Desde Juan Pablo II hasta la avenida de Orihuela[12]
- Desde la avenida de Orihuela hasta la avenida José María Hernández Mata[13]
- Conexión Vía Parque A-79 a Elche por Camino viejo de Elche y calle Rosa de los Vientos
- Unión de la calle Deportista Joaquín Blume con la avenida de Elche, en El Palmeral[14]

Por otra parte, se proyecta una prolongación de la vía en su extremo sur. Este ramal, con arranque en Deportista Joaquín Blume, siguiendo en paralelo la avenida Elche, llegaría hasta la rotonda de la EUIPO y desde allí enlazaría hasta la Vía Parque A-79.

## Instalaciones y servicios
En el recorrido de la Vía Parque están situadas algunas instalaciones importantes para la ciudad como, por ejemplo, la nueva sede municipal de Policía Local y Bomberos, el edificio singular del Observatorio de Medio Ambiente o los centros comerciales de Vistahermosa y Puerta de Alicante. Asimismo, están en marcha otras instalaciones, como la obra de la nueva Comandancia de la Guardia Civil en Rabasa o el proyecto de parque inundable en la avenida Jaime I.